# Pilbara
Il Pilbara è una delle nove regioni dell'Australia Occidentale, situata nella parte centro-settentrionale dello Stato.
La regione è molto vasta (oltre una volta e mezza l'Italia), poco popolata e semiarida. È conosciuta per gli abitanti aborigeni, la terra di colore rosso, i vasti depositi di minerali; è inoltre un importante centro per la biodiversità faunistica.

## Geografia fisica

### Territorio
La regione del Pilbara, secondo la definizione del Regional Development Commissions Act 1993, copre un'area di 507.896 km² (comprese le isole), ed ha una popolazione stimata in 61.688 abitanti nel giugno 2018. La maggior parte dei quali risiede nella parte più occidentale dell'area (vicino alla costa) e nelle piccole città della regione, che includono Port Hedland, Karratha, Newman, Tom Price e Marble Bar.
A livello amministrativo, il Pilbara è suddiviso in quattro Local Government Areas:
- Contea di Ashburton;
- Contea di East Pilbara;
- Città di Karratha;
- Città di Port Hedland.

A livello geografico-ambientale, il Pilbara comprende tre aree territoriali distinte. Il terzo occidentale è un'area costiera, che ospita gran parte della popolazione della regione, e molte delle sue attività economiche ed industriali. Il terzo intermedio è un'area di transizione, mentre il terzo più orientale è un'area quasi interamente desertica, ed è solo scarsamente popolata da un piccolo numero di aborigeni australiani.
Nella regione sono presenti diversi rilievi montuosi interni di bassa elevazione, che ospitano un certo numero di piccoli centri minerari e famose attrazioni naturalistiche.
Geologicamente, la regione è molto antica: nel cratone Pilbara si ritrovano infatti alcune delle più antiche rocce di superficie del mondo, compresi gli antichi resti fossilizzati conosciuti come stromatoliti, e rocce granitiche di più di 3 miliardi di anni.

### Clima
Il clima del Pilbara è di tipo tropicale e compreso tra l'arido ed il semi-arido, con temperature elevate, forte evaporazione e scarse precipitazioni piovose. Durante i mesi estivi la temperatura massima è pressoché sempre superiore ai 32 °C, ma si superano spesso anche i 45 °C.
Le temperature invernali raramente scendono al di sotto dei 10 °C sulla costa, mentre all'interno si può occasionalmente toccare anche lo 0 °C.
La cittadina di Marble Bar ha registrato per 161 giorni consecutivi una temperatura massima superiore ai 37,8 °C (100 °F) tra il 31 ottobre 1923 e il 7 aprile 1924.
Il rischio di inondazioni è uno dei principali rischi naturali del Pilbara, con periodi di piogge torrenziali tra novembre e maggio. Come molte altre zone della costa settentrionale australiana, l'area costiera del Pilbara è esposta a frequenti cicloni tropicali.

## Economia

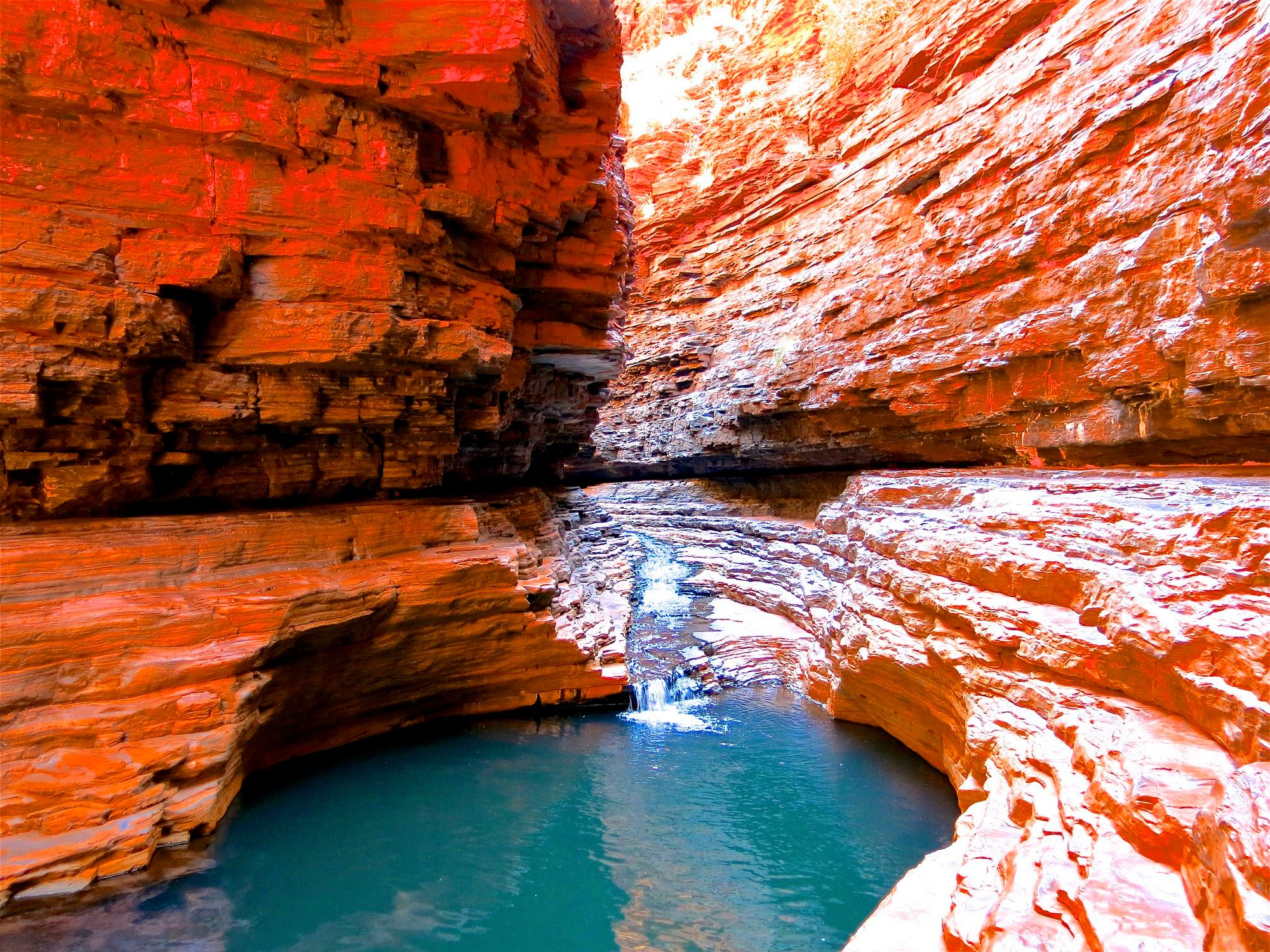
Hancock Gorge nel parco nazionale Karijini.

L'economia del Pilbara è principalmente dominata da industrie minerarie, estrattive e petrolifere. La maggior parte delle ingenti riserve di ferro dell'Australia sono estratte nell'area mineraria della zona di Tom Price e Newman, mentre enormi giacimenti di manganese si trovano a 400 km a sud di Port Hedland.
La regione ha anche uno sviluppato sistema turistico, centrato sulle sue importanti attrazioni naturalistiche, in particolare, il parco nazionale Karijini, il parco nazionale Millstream-Chichester ed il Ningaloo Reef, che fanno parte delle Aree protette dell'Australia Occidentale.
La sicurezza militare della regione è di competenza del Pilbara Regiment, una particolare unità delle Forze armate australiane che è stata specificatamente organizzata per poter svolgere i pattugliamenti a lungo termine (della durata anche di settimane) che risultano necessari per monitorare le aree più remote ed inaccessibili del Pilbara orientale.